# پلاک وسایل نقلیه افغانستان

نسخهٔ فعلی

استفاده از پلاک وسایل نقلیه در افغانستان از سال ۱۹۷۰ آغاز شده و نسخهٔ فعلی از سال ۲۰۰۴ مورد استفاده است. ابعاد پلاک‌های کنونی افغانستان ۴۲۰ در ۱۷۵ میلی‌متر است.
پلاک‌های وسایل نقلیه در افغانستان دو زبانه است. قالب کلی آنها شامل نام استان به زبان فارسی یا پشتو و همراه با کد ۳ حرفی لاتین مربوط، یک کد عددی که از ۱ رقم تا ۵ رقم متغیر است و کلاس وسیلهٔ نقلیه که با یک حرف فارسی و یک یا سه حرف لاتین مشخص می‌شود.
هنگامی که ظرفیت پلاک‌های ۵ رقمی در کابل تکمیل شد، در پلاک‌های این استان یک رقم اضافی فقط به زبان فارسی و جدا از کد عددی واقعی قرار داده شد. علاوه بر این، دو خط تیره در بالا و پایین این رقم قرار دارد.

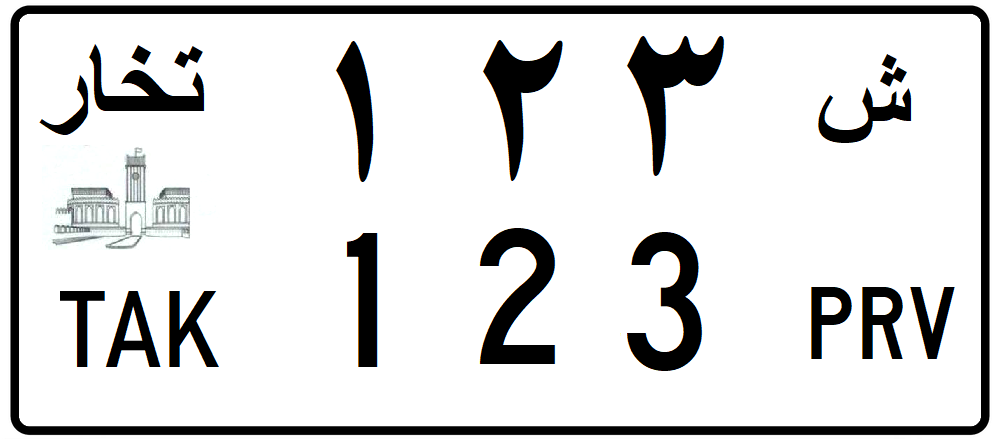
پلاک شخصی سه رقمی از ولایت تخار
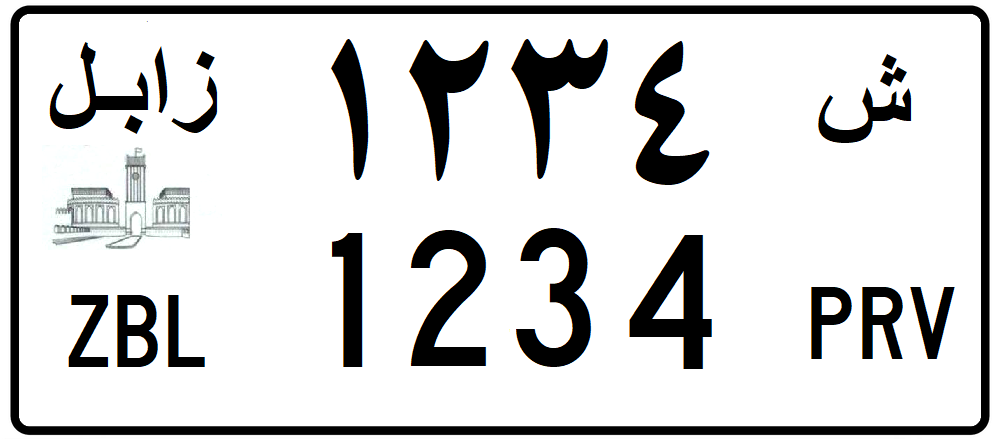
پلاک شخصی ۴ رقمی از ولایت زابل
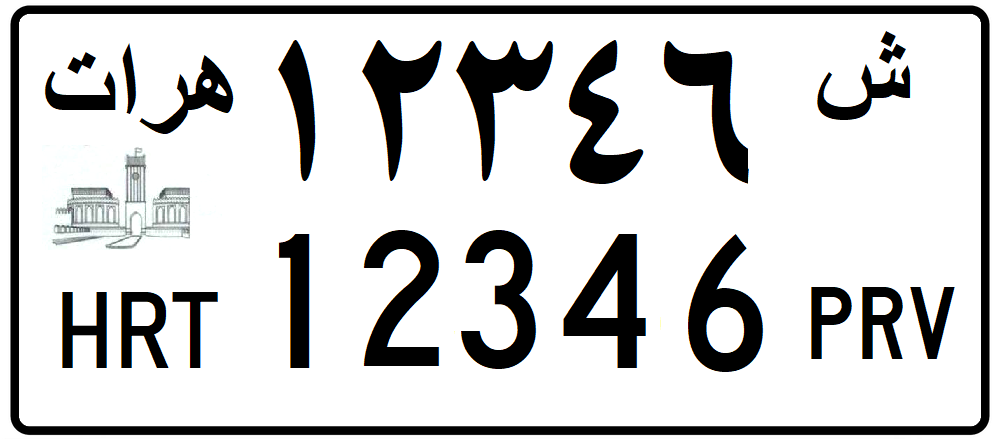
پلاک شخصی ۵ رقمی از ولایت هرات
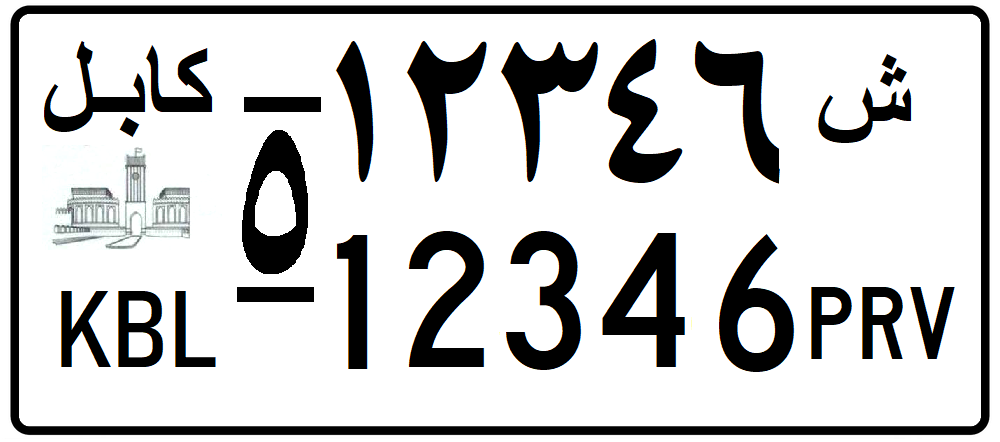
پلاک شخصی ۵ رقمی با یک رقم اضافی از ولایت کابل

## انواع پلاک
| انواع وسایل نقلیه | انواع وسایل نقلیه | انواع وسایل نقلیه | انواع وسایل نقلیه | انواع وسایل نقلیه |
| نوع               | شکل               | تصویر             | حرف فارسی         | حرف لاتین         |
| ----------------- | ----------------- | ----------------- | ----------------- | ----------------- |
| اتوبوس            | زرد با حروف سیاه  |                   | ب                 | B                 |
| اداری             | قرمز با حروف سفید |                   |                   | CD                |
| حکومتی            | سیاه با حروف سفید |                   | -                 | -                 |
| کامیون            | سفید با حروف سیاه |                   | ل                 | L                 |
| موتورسیکلت        | سفید با حروف سیاه |                   | م                 | M                 |
| شخصی              | سفید با حروف سیاه |                   | ش                 | PRV               |
| ریکشا             | سفید با حروف سیاه |                   | ر                 | TRC               |
| تاکسی             | زرد با حروف سیاه  |                   | ت                 | T                 |
| سازمان ملل        | آبی با حروف سیاه  |                   |                   |                   |